# 金曜バラエティー
『金曜バラエティー』（きんようバラエティー）は、NHK総合テレビジョンと海外向けNHKワールド・プレミアムで放送されたバラエティ番組。みんなの広場ふれあいホールから公開生放送。

## 概要
一連のNHKの不祥事を受けた番組改編と2005年日本国際博覧会（愛知万博、愛・地球博）閉幕に伴い、12時の『NHKニュース』直後のランチタイム番組として放映されていた『お昼ですよ!ふれあいホール』（月曜日〜木曜日）と『お昼ですよ!愛·地球博』（金曜日）を打ち切り、代わって『スタジオパークからこんにちは』の第1部扱いとしてこの枠がリニューアルされて『生中継 ふるさと一番!』（月曜日～木曜日）と、この番組（金曜日）が放送されることとなった。
放送開始から2006年3月30日放送分までは、NHKスタジオパークのエントランスから放送。2006年4月7日放送分からは『スタジオパークからこんにちは』から独立させ、前身の番組『お昼ですよ!ふれあいホール』終了後半年振りにみんなの広場ふれあいホールからの放送となった。タイトルロゴは『スタジオパークからこんにちは』時代のものから同番組のロゴを取り去ったものを使用しているため、ロゴを囲んだ円形の左上部分が欠けたものとなっていた（2009年3月まで）。
『金曜バラエティー』の体裁としては『お昼ですよ!ふれあいホール』の内容をほぼ継承した形になっており、毎週ゲストを招いてトークやパフォーマンスの数々を放送している（演歌とマジックが多い）。テーマソングは『お昼ですよ!ふれあいホール』のテーマソングをライブで披露した女性管弦楽ユニット、Vanilla Moodのオリジナル曲が放送開始から2009年3月まで使用されていた（ただし生演奏は行っていない。また、Vanilla Moodは、この番組に移行後は一度も同番組に出演していなかった）。
なお、この番組の開始に伴って『スタジオパークからこんにちは』13時台で2005年9月まで毎週金曜日に行っていた「スタパDEライブ」のコーナーは廃枠となり、金曜日の13時台も月曜日から木曜日と同じゲストトークのコーナーが行われた（ただし「スタパDEライブ」は数か月に一度程度、不定期に行われていた）。
2010年4月2日放送分より地上アナログ放送、NHKワールド・プレミアムでは16:9レターボックス映像に移行した。
2011年7月15日から9月16日放送分までは、みんなの広場ふれあいホールに代わって放送センター内のスタジオから公開放送を行っていたが、9月23日放送分から元のみんなの広場ふれあいホールからの公開放送に戻った。
2011年12月2日放送分は試行的にリアルタイム字幕放送を実施した。
2012年3月30日をもって終了。これに伴って『お昼ですよ!ふれあいホール』から12年間続いた平日正午帯のスタジオ生放送バラエティが途絶える形となった。
後継番組には、これまで月曜日10:05 - 10:49に放送されていた『BSコンシェルジュ』（BS1・BSプレミアムでも放送）を移設、2020年度までこの枠で放送された（2021年度には、火曜日11:05 - 11:28に移設、同年度限りで終了）。
NHKワールド・プレミアムでは、総合テレビで土曜日11:30から放送されていた『目撃!日本列島』の時差放送を編成したが、この改編と同時に金曜日12:20 - 12:43におけるノンスクランブル放送枠からは正午のニュースの時間枠拡大を除き、外されることになった（金曜日12時台は正午のニュースのみノンスクランブル放送。2013年度は『目撃!日本列島』もノンスクランブル放送となり、1年ぶりに当該時間帯におけるノンスクランブル放送枠が復活）。
放送ライブラリーでは第1回が公開。

## 放送時間
基本
- 総合テレビ：金曜日 12:20 - 12:43
  - NHKワールド・プレミアムでも国内同時放送。2010年4月から2012年3月まではノンスクランブルで視聴可能。

特例
- 祝日の場合は、開始・終了とも5分繰り上げ。
- 12時の『NHKニュース』が延長となった場合は、終了時刻を12:45に設定し、繰り下げもしくは短縮放送。ただし、大幅に延長となった場合は番組自体休止、もしくは後日録画で放送。
- 2011年3月18日から4月15日の放送分は東日本大震災を中心としたニュース拡大のため休止。
  - 被災地である東北地方では、それ以降も9月9日まで震災関連ニュースに差し替えられ、本番組は休止されていたがマルチ編成となった9月16日から東北地方でも総合サブチャンネルで放送が再開された。メインチャンネル、ワンセグ放送、アナログ放送終了が2012年3月31日に延期されていた被災3県の地上アナログテレビ放送では、本番組の最終回である2012年3月30日まで震災関連ニュースを継続していた（ひるブラも同様）。しかし、祝日は震災関連ニュースが休止となっていたため、ほかの地域同様全チャンネルで『金曜バラエティー』が放送されていた。

## 歴代司会者
| 期間      | 期間      | 男性     | 女性       |
| --------- | --------- | -------- | ---------- |
| 2005.10.7 | 2007.3.30 | 松本和也 | ハイヒール |
| 2007.4.6  | 2008.3.28 | 小田切千 | ハイヒール |
| 2008.4.4  | 2009.3.27 | 小田切千 | 山崎バニラ |
| 2009.4.3  | 2010.3.26 | 小松宏司 | 山崎バニラ |
| 2010.4.2  | 2012.3.30 | 青井実   | （不在）   |

### 備考
- 男性司会者はすべてNHKアナウンサー。
- 山崎は司会就任前の2008年1月11日にゲスト出演している。
- 代役の司会として高山哲哉アナウンサーが2006年8月25日、9月29日、2007年1月26日に出演。

## ゲスト出演者
ゲストは毎回異なる。
- 坂本冬美 - 2005年11月4日(単独)、12月23日、2006年8月4日(単独)、12月22日、2007年3月16日、7月20日
- ポカスカジャン - 2005年11月11日、2007年4月27日、12月7日
- 国本武春 - 2005年11月11日
- HIROSHI - 2005年11月11日
- ホリ - 2005年11月25日、2007年9月28日
- パペットマペット - 2005年11月25日
- 前田健 - 2005年11月25日
- コロッケ - 2005年12月16日、2006年3月10日、2007年1月19日、5月25日、2008年4月11日、12月5日、2009年12月4日、2010年12月3日
- 門司肇 - 2005年12月16日、2006年3月3日、2007年1月19日、8月24日(キーボード奏者として)
- 水森かおり - 2005年12月23日、2006年6月9日(単独)
- 北山たけし - 2005年12月23日、2006年6月30日、2007年4月20日
- 弦哲也 - 2005年12月23日、2006年2月10日
- 川中美幸 - 2006年2月10日(当日のメインゲスト)
- ナポレオンズ - 2006年2月24日・3月31日・8月18日・10月6日、2007年1月5日・3月30日・8月17日、2008年1月4日・3月28日・11月14日、2009年6月5日・10月23日、2010年5月21日
- 藤あや子 - 2006年3月3日(当日のメインゲスト)、10月13日(当日のメインゲスト)、12月22日、2007年4月6日、11月9日(単独)
- トニーヒロタ - 2006年3月10日
- ノブ&フッキー - 2006年3月10日、2010年12月3日
- 葉月パル - 2006年3月10日
- コント山口君と竹田君 - 2006年6月2日
- ゆーとぴあ - 2006年6月2日
- 北島三郎 - 2006年6月30日、2007年4月20日
- 天童よしみ - 2006年8月11日(単独)、2008年2月8日(単独)
- 神野美伽 - 2006年8月25日、2007年2月9日(単独)
- 玄海竜二 - 2006年8月25日
- 彩華 - 2006年8月25日
- 玄海まゆ香 - 2006年8月25日
- 宝海大空 - 2006年8月25日
- みらい - 2006年8月25日
- 瀬川瑛子 - 2006年9月29日
- ココナッツ 2006年9月29日
- マギー審司 - 2006年10月6日、2007年11月30日
- 加藤秀和 - 2006年10月13日
- 田中啓一郎 - 2006年10月13日
- 田尻真美 - 2006年10月13日
- キム・ヨンジャ - 2006年11月10日、2008年10月10日、2010年9月24日
- 伍代夏子 - 2006年12月22日
- アジアン - 2007年1月12日
- カンカラ - 2007年1月12日、3月16日
- ぺる - 2007年1月12日
- 神奈月 - 2007年1月19日
- イジリー岡田 - 2007年1月19日
- 五木ひろし - 2007年1月26日
- ランディ・チャネル - 2007年1月26日
- 昭和のいる・こいる - 2007年2月2日、2008年2月1日
- 大空遊平・かほり - 2007年2月2日
- 濱中喜弘 - 2007年4月6日
- 横山ホットブラザーズ - 2007年4月13日
- チャンバラトリオ - 2007年4月13日
- ダイノジ - 2007年4月27日
- テツandトモ - 2007年4月27日
- ツートン青木 - 2007年5月25日
- 清水アキラ - 2007年6月15日
- 三木ヒロシ - 2007年6月15日
- 青木隆治 - 2007年5月25日
- 早乙女太一 - 2007年7月20日
- 吾妻豊隆 - 2007年7月20日
- 牧伸二 - 2007年7月27日
- 堺すすむ - 2007年7月27日
- 高見のっぽ - 2007年8月24日
- ルー大柴 - 2007年8月24日
- 仁井山征弘 - 2007年8月24日
- 江戸家小猫 - 2007年9月28日
- 原口あきまさ - 2007年9月28日
- 中村美律子 - 2007年10月5日(単独)
- ムッシュ・ピエール - 2007年11月30日
- 安田大サーカス - 2007年12月7日、2010年10月15日
- マンガ太郎 - 2008年2月1日
- Mr.マリック  - 2008年4月25日、9月5日、2009年4月17日、10月9日、2010年4月2日
- マギー司郎 - 2008年9月5日、2009年4月17日、10月9日
- 山上兄弟 - 2007年1月5日・3月30日・8月17日、2008年1月4日・3月28日・7月25日
- 近藤真彦 - 2010年8月6日
- ふじいあきら
- WiZ - 2010年10月1日・2011年5月27日
- 水野裕子 - 2010年10月15日
- 球舞 - 2010年10月15日
- G-Rockets - 2010年10月15日
- 中村JAPANドラマティックカンパニー - 2010年10月15日
- 魔女軍団スティファニー
- ミラクルひかる - 2010年12月3日
- マイコーりょう - 2010年12月3日
- プリマベーラ - 2010年12月10日
- 内田伸哉 - 2010年12月10日
- ジュディ・オング - 2010年12月17日
- 林家木久扇 - 2010年12月17日
- サヘル・ローズ - 2010年12月17日
- Shikinami - 2010年12月17日
- 真琴つばさ - 2011年1月21日
- 湖月わたる - 2011年1月21日
- 彩輝なお - 2011年1月21日
- 貴城けい - 2011年1月21日
- 西田あい - 2011年2月25日
- 加山雄三 - 2011年3月11日

## テーマ曲
- 春フルぷるん（Vanilla Mood、2005年10月7日 - 2007年3月30日）
- アジュカ（Vanilla Mood、2007年4月6日 - 2009年3月）
- Supersonic girl（Vanilla Mood、2007年4月13日 - 2009年3月）
  - この2曲はその日の番組の内容に応じて、いずれか一方を選択して使用している。
- 2009年4月から2010年3月までは、BPMの楽曲が使用されていた[誰?]が、曲名など詳しい情報は一切不明である。
- 2010年4月から放送終了まではホッピー神山の楽曲が使用されていた。[要出典]